# ريك بارتو
ريك بارتو (بالإنجليزية: Rick Bartow)‏ (و. 1946 – 2016 م) هو رسام من الولايات المتحدة الأمريكية . ولد في نيوبورت، أوريغون .

## جوائز
حصل على جوائز منها:
- ميدالية النجمة البرونزية.